# NGC 4660
إن جي سي 4660 (NGC 4660) هي مجرة بيضاوية الشكل تقع على بعد حوالي 63 مليون سنة ضوئية بعيدا في كوكبة العذراء. اكتشفها الفلكي ويليام هيرشل في 15 مارس 1784 و هي أحد أعضاء برج العذراء العنقودية.

## ثقب أسود هائل
هنك امكانية أن يكون داخل مجموعة إن جي سي 4660 ثقبا أسودا هائلا تقدر كتلته بـكتلة 800 مليون شمس (8 م☉).

## وصلات خارجية
- NGC 4660 على موقع ويكي سكاي: DSS2, SDSS, GALEX, IRAS, Hydrogen α, X-Ray, Astrophoto, Sky Map, Articles and images